# جامعة بورصة التقنية
جامعة بورصة التقنية (بالتركية: Bursa Teknik Üniversitesi)‏ واختصارها (BTÜ)، هي جامعة بحثية عامة (حكومية) في بورصة، بتركيا. أُنشئت الجامعة عام 2010، وهي الجامعة التقنية الخامسة في البلاد. تتكون الجامعة من ست كليات، واثنين من المعاهد والمدارس. وقد بدأ التعليم بها في الفصل الدراسي 2011/2012 .

## الوحدات الأكاديمية

### الكليات
- علوم الطبيعة، الهندسة المعمارية والهندسة
  - الهندسة الميكانيكية
  - الرياضيات
  - الكيمياء
  - الهندسة الكيميائية
  - الهندسة الغذائية
  - الهندسة المدنية
  - التعدين وهندسة المواد
  - الهندسة المعمارية
  - الهندسة الكهربائية وهندسة الإلكترونيات
  - هندسة أنظمة الطاقة
  - العلوم البيئية
  - الهندسة الحيوية
  - الهندسة الصناعية
  - هندسة الميكاترونيات
- العلوم الإنسانية والاجتماعية
  - العلاقات الدولية
  - التجارة الدولية والسوقيات (اللوجيستيات)
  - علم النفس
- البحرية
- الغابات

### المعاهد
- علوم
- علوم اجتماعية

### المدارس
- لغات اجنبية

## الحرم الجامعي
- الحرم الجامعي: يلدريم.
- الحرم الجامعي: معمار سنان.

## وصلات خارجية
- الموقع الرسمي للجامعة (باللغة التركية والإنجليزية)